# Юшков, Фёдор Осипович
Фёдор Осипович Юшков (1819 — 28 ноября 1876) — русский адмирал из рода Юшковых; участник покорения Кавказа и Крымской войны.

## Биография
Фёдор Юшков родился в 1819 году; по окончании домашнего образования Юшков поступил в Санкт-Петербургский университет, курс которого окончил в 1837 году. В следующем году он поступил юнкером в Балтийский флот, а ещё через год, 25 мая 1839 года, после экзамена в Морском корпусе был произведён в мичманы.
В течение этих двух лет он крейсировал на фрегатах «Кастор» и «Мельпомена» в Балтийском море.
Командированный в 1840 году в Николаев, Юшков принял участие в Абхазской экспедиции, во время которой, плавая на корабле «Три Иерарха» у абхазских берегов, неоднократно участвовал в береговых стычках с горцами, особенно же при занятии местечек Псезуапе и Туапсе; затем он был спущен на берег и вошёл в состав отряда, предназначенного жечь аулы. Во время действия этого отряда, встречавшего энергичное и сильное сопротивление со стороны горцев, Юшков не раз выказывал свою храбрость и распорядительность.
По окончании экспедиции он возвратился в Кронштадт и четыре следующих года плавал на фрегате «Паллада», транспортах «Волга» и «Або» и фрегате «Константин», причём 6 декабря 1843 года был произведён в лейтенанты.
Командированный в 1845 году в Астрахань, Юшков всю навигацию проплавал на пароходе «Кама» по портам Каспийского моря, после чего вернулся снова в Кронштадт и до 1851 года плавал на пароходофрегате «Грозящий», корабле «Ингерманланд», бриге «Аякс», корвете «Оливуца» и корабле «Полтава» в Балтийском море, причём с 14 августа 1849 года состоял адъютантом при начальнике главного морского штаба.
Назначенный в 1852 году командиром шхуны «Дождь», Юшков в том же году был произведён в капитан-лейтенанты, а ещё через два года был назначен адъютантом к Его Императорскому Высочеству генерал-адмиралу и тотчас же командирован с секретным поручением в Архангельск.
Возвратившись оттуда, он отправился в Севастополь, где участвовал в трёх вылазках и во время последней из них был ранен штыком в ногу. За отличия, выказанные в этих делах, он был награждён орденом Святой Анны 2-й степени.
Оправившись от раны и прибыв в Кронштадт, Юшков в 1855 году, находясь флаг-офицером на пароходофрегате «Рюрик», принимал участие в защите Кронштадта от атаки англо-французского флота, за что был награждён орденом Святого Владимира 4-й степени с мечами и бантом, а затем, командуя винтовым фрегатом «Полкан», плавал в Балтийском и Средиземном морях, причём 26 августа 1856 года был произведён в капитаны 2-го ранга. В 1857 году капитану 2-го ранга Ф. О. Юшков был пожалован орденом Спасителя командорского креста. В 1858 году он был награжден орденом князя Даниила I командорского креста.
Произведённый 8 сентября 1859 года в капитаны 1-го ранга, с назначением командиром строившегося в Петербурге фрегата «Дмитрий Донской», он командовал этим судном до 1863 года, когда, произведённый 20 мая в контр-адмиралы, вышел в отставку.
Фёдор Осипович Юшков скончался 28 ноября 1876 года, на 58-м году от рождения. Ему принадлежит напечатанная в «Морском сборнике» за 1858 год статья: «Ответ на замечания И. И. фон Шанца о бриге „Филоктет“ и фрегате „Полкан“». Похоронен на Тихвинском(Ново-Лазаревском) кладбище Александро-Невской лавры. Супруга, Анна Львовна (приемная дочь графа Льва Алексеевича Перовского)(1832-1869), похоронена рядом с мужем.